# Trichostomum littorale
Trichostomum littorale là một loài rêu trong họ Pottiaceae. Loài này được Mitt. mô tả khoa học đầu tiên năm 1868.